# Clear Light (album)
Clear Light je debutové, eponymní a jediné album americké psychedelicky rockové skupiny Clear Light, vydané na podzim roku 1967.

## Seznam skladeb
1. "Black Roses" (Clear Light, Dios) 2:09
2. "Sand" (Douglas Lubahn) 2:38
3. "A Child's Smile" (Clear Light, Michael Ney) 1:37
4. "Street Singer" (Greg Copeland, Steve Noonan) 3:17
5. "The Ballad of Freddie and Larry" (Cliff De Young, Ralph Schuckett) 1:56
6. "With All in Mind" (Bob Seal) 2:58
7. "Mr. Blue" (Tom Paxton) 6:25
8. "Think Again" (Clear Light, Douglas Lubahn, 1:37
9. "They Who Have Nothing" (Bob Seal) 2:34
10. "How Many Days Have Passed" (Bob Seal) 2:24
11. "Night Sounds Loud" (Douglas Lubahn) 2:26

## Sestava
- Cliff De Young – zpěv
- Bob Seal – kytara, zpěv
- Douglas Lubahn – baskytara
- Ralph Schuckett – klávesy
- Dallas Taylor – bicí
- Michael Ney – bicí